# Ramsbottom
Ramsbottom – miasto w Wielkiej Brytanii, w Anglii, w hrabstwie Wielki Manchester (historycznie w hrabstwie Lancashire). W 2001 r. miasto to zamieszkiwało 14 635 osób.
W mieście swoją siedzibę ma klub piłkarski – Ramsbottom United F. C.